# 2017-es Fiatal Táncosok Eurovíziója
A 2017-es Fiatal Táncosok Eurovíziója volt a tizenötödik Fiatal Táncosok Eurovíziója. A versenyt eredetileg Máltán rendezték volna 2017. június 9-én, de az Európai Műsorsugárzók Uniója (EBU) január 23-án bejelentette, hogy az ország visszalépett a rendezéstől. Május 18-án derült ki, hogy 2017-es megmérettetést a cseh műsorsugárzó, a Česká Televize rendezi az ország fővárosában, Prágában. A pontos helyszín a Prágai Kongresszusi Központ Fórum Terme volt. Az Eurovíziós Dalfesztivállal ellenben itt nem az előző évi győztes rendez, hanem pályázni kell a rendezés jogára. A 2015-ös verseny a lengyel Viktoria Nowak győzelmével zárult, aki a „Piece in Old Style” című táncát adta elő a csehországi Plzeňben.
8 ország erősítette meg részvételét a versenyre, beleértve Portugáliát, mely öt év és két kihagyott verseny után ismét indult. Albánia, Hollandia és Szlovákia azonban visszaléptek.
A verseny győztese a Lengyelországot képviselő Paulina Bidzińska lett, akit a lengyel televízió nemzeti válogatóján választottak ki az ország képviseletére. 2001 és 2015 után ez volt Lengyelország harmadik, illetve sorozatban második győzelme a Fiatal Táncosok Eurovízióján.

## A helyszín
2015. július 7-én vált nyilvánossá, hogy a 2017-es versenynek házigazdája Málta lesz. Ekkor a helyszínnek a vallettai Mediterranean Conference Centre-t nevezték meg. Az intézményben rendezték a 2016-os Junior Eurovíziós Dalfesztivált is. Többek között a 2014-es Junior Eurovíziós Dalfesztivál sikeres rendezése miatt eshetett a választás Máltára. Továbbá a döntésben az is közrejátszott, hogy egy évvel később, 2018-ban Valletta lesz Európa kulturális fővárosa. 2016. december 24-én – első alkalommal a verseny történetében – módosították a helyszínt: az ország egyik legnagyobb öble, az Il-Port Il-Kbir területén – a rendezvény történetében először – szabadtéren tartották volna a versenyt. 2017. január 23-án azonban bejelentették, hogy Málta elállt a rendezéstől. Májusban a lengyel TVP a verseny helyszíneként Csehországra hivatkozott. Végül május 18-án derült ki, hogy 2017-ben ténylegesen a cseh műsorsugárzó, a Česká Televize lesz a házigazda. Június 22-én az is hivatalossá vált, hogy a versenyt december 16-án rendezik a cseh fővárosban, Prágában található Prágai Kongresszusi Központ Fórum Termében, mely 1 034 fő befogadására alkalmas.
| Csehország Prága |

Csehország volt az első olyan ország, mely sorozatban másodszor is otthont adott a versenynek, valamint ez volt az első prágai rendezésű eurovíziós esemény. Továbbá a rendezvény műsorvezetője, Libor Bouček az első olyan személy volt, aki összességében is és sorozatban is másodjára látta el ezt a feladatot, ezúttal azonban Angeé Klára Svobodová, táncművész-koreográfussal együtt.

## A résztvevők
Két kihagyott év után újból csatlakozott a mezőnyhöz Portugália. A visszatérésben szerepet játszhatott az ország első eurovíziós győzelme, melyet a 2017-es Eurovíziós Dalfesztiválon ért el. Svédország, mely eredetileg az elsők között jelezte részvételi szándékát, majd június 1-jén visszalépett, a június 22-én közzétett előzetes listán mégis résztvevőként szerepelt.
Hollandia, mely eredetileg szintén az elsők között jelezte részvételi szándékát, 2017. február 2-án bejelentette visszalépését a versenytől. Így 1997 óta először nem volt holland résztvevője a rendezvénynek. Hozzájuk hasonlóan az előző versenyre visszatérő Szlovákia, és a debütálóként jelen levő Albánia sem küldött táncost Prágába.
Így összesen nyolc ország vett részt a prágai versenyen, mely az eddigi legalacsonyabb létszám volt. Korábban tíz volt a minimális létszám, ezt azonban az alacsony érdeklődés miatt 2017-ben nem vették figyelembe.
2013 után másodjára vett részt a szlovén Patricija Crnkovič, aki első szereplésén nem jutott be a Végső párbajba, ezúttal azonban második helyen végzett.

## A verseny
A képeslapok az egyes produkciók előtti kisfilmek voltak, melyeket a rendező műsorsugárzó forgatott Prága különböző nevezetességei közelében. Elsőként az adott nevezetesség volt látható, ezt követően a versenyzők anyanyelvükön és angolul mutatkoztak be, majd választ adtak az alapkoncepció azon kérdésére, miszerint Mi szerettél volna mindig is lenni? Végül a táncosok különböző koreográfiákat mutattak be az adott helyszínen.
A Petr Zuska által koreografált közös táncokat a versenyzők két csoportban, a negyedik és nyolcadik egyéni produkció után mutatták be. Az első csoportot a rajtsorrendben első négy versenyző, vagyis Norvégia, Németország, Málta és Portugália, a második csoportot a maradék négy résztvevő, vagyis Lengyelország, Szlovénia, Svédország és Csehország táncosai alkották.
A zsűritagok az egyéni és a csoportos produkciók után egyaránt rövid véleményt mondtak.
A második közös produkció után nem sokkal egy összefoglaló videó következett, melyben az egyéni koreográfiákat mutatták be, majd ezt követően Itzik Galili bejelentette a Végső párbaj két résztvevőjét, majd a rögtönzött táncok után a verseny győztesét is. 2015-tel ellentétben ezúttal a zsűritagok nem egyenként szavaztak.
Érdekesség, hogy a Végső párbajba sorozatban másodszor Lengyelország és Szlovénia táncosa jutott be, emellett a végeredmény is megegyezett az előző verseny végeredményével: a zsűri a lengyel résztvevőt hirdette ki győztesként, míg a szlovén táncos bizonyult a második legjobbnak a mezőnyben. Szlovénia emellett a 2011-ben bevezetett rendszerben már harmadjára végzett a második helyen. Mindössze 2013-ban fordult elő, hogy az ország nem jutott tovább az első fordulóból.
Az első helyezettnek járó trófeát Petr Zuska, a közös táncok koreográfusa, míg a második helyezettnek járó trófeát Vítězslav Sýkora, a rendezvény kreatív producere adta át. A győztes emellett 7000, a második helyezett pedig 3000 eurós pénzjutalomban részesült.

## Zsűri
A hivatásos zsűri a táncművészet három területét képviselte (balett, kortárs és modern tánc), ezen alapulva pontozta az egyéni produkciókat és a csoportos táncokat, majd az adás végén kihirdette a győztest.
- Daria Klimentová – a zsűriben a balett táncot képviselte
- Itzik Galili – a zsűriben a kortárs táncot képviselte
- Ambra Succi – a zsűriben a modern táncot képviselte

## Döntő
| #  | Ország        | Táncos               | Tánc             | Koreográfus                   | Helyezés |
| -- | ------------- | -------------------- | ---------------- | ----------------------------- | -------- |
| 01 | Norvégia      | Anna Louise Amundsen | „These Days”     | Tine Erica Aspaas             | —        |
| 02 | Németország   | Danila Kapustin      | „Desde Otello”   | Goyo Montero                  | —        |
| 03 | Málta         | Denise Buttigieg     | „Q.W.”           | Joeline Tabone                | —        |
| 04 | Portugália    | Raquel Fidalgo       | „Esquiva”        | Catarina Moreira              | —        |
| 05 | Lengyelország | Paulina Bidzińska    | „La Certa”       | Jacek Przybyłowicz            | 1.       |
| 06 | Szlovénia     | Patricija Crnkovič   | „Disintegration” | Patricija Crnkovič            | 2.       |
| 07 | Svédország    | Christoffer Collins  | „Solo-X”         | Sigge Modigh                  | —        |
| 08 | Csehország    | Michal Vach          | „Monologue”      | Michal Vach és Lenka Halášová | —        |

## Visszatérő táncosok
| Előadó             | Ország    | Előző év(ek) |
| ------------------ | --------- | ------------ |
| Patricija Crnkovič | Szlovénia | 2013         |

## Kommentátorok
A részt vevő országokon kívül Albánia is közvetítette a műsort élőben.
| Ország                | Kommentátor                               | Közvetítő csatorna                            |
| --------------------- | ----------------------------------------- | --------------------------------------------- |
| Albánia               |                                           | RTSH 1 HD                                     |
| Csehország            |                                           | ČT art                                        |
| Internetes közvetítés |                                           | YouTube                                       |
| Lengyelország         |                                           | TVP Kultura                                   |
| Málta                 |                                           | TVM (felvételről, 1 óra késéssel)             |
| Németország           |                                           | WDR (felvételről, 2018. január 7-én)          |
| Norvégia              | Arild Erikstad                            | NRK2 (felvételről, 2017. december 17-én)      |
| Portugália            | Margarida Mercês de Mello és Luís Moreira | RTP2 (felvételről, 2 óra 5 perc késéssel)     |
| Svédország            |                                           | SVT2                                          |
| Szlovénia             | Tanja Pavlič                              | TV Slovenija 2 (felvételről, 5 perc késéssel) |

## Zene
Az előadott táncok alatt a következő dalok, zeneművek hangoztak el.
| #  | Ország        | Cím                       | Előadó / Szerző      |
| 1. | Norvégia      | „These Days”              | Ane Brun             |
| 2. | Németország   | „Amor dov’è la fe’”       | Claudio Monteverdi   |
| 3. | Málta         | „Q.W”                     | Mario Sammut „Cygna” |
| 4. | Portugália    | „Attar”                   | Trio Chemirani       |
| 5. | Lengyelország | „Fac, ut árdeat”          | Antonio Vivaldi      |
| 6. | Szlovénia     | „Within the Orderly Life” | Sylvain Chauveau     |
| 7. | Svédország    | „Siblings”                | Jesper Hörberg       |
| 8. | Csehország    | „Monologue”               | Max Richter          |

## Térkép

A Végső párbaj résztvevői
Részt vevő országok, melyek versenyzői nem kvalifikálták magukat a Végső Párbajba
Országok, melyek korábban részt vettek, de ebben az évben nem

## Lásd még
- 2017-es Eurovíziós Dalfesztivál
- 2017-es Junior Eurovíziós Dalfesztivál